# Philliecito
Philliecito è un singolo della cantante dominicana Natti Natasha e dei cantanti regaetoneri Brray e Rio Garcia, pubblicato il 21 luglio 2021 su etichetta discografica Pina Records come quinto singolo estratto dal secondo album Nattividad.

## Video Musicale
Il 21 luglio 2021 è stato pubblicato il video del brano sul canale YouTube della cantante. 
Il video è stato diretto da Fernando Lugo e prodotto dalla Pina Records.

## Tracce
1. Philliecito (con Nio Garcia & Brray)